# 大阪府信用農業協同組合連合会
大阪府信用農業協同組合連合会（おおさかふしんようのうぎょうきょうどうくみあいれんごうかい）は、大阪府大阪市中央区に本所を置く、大阪府内の農業協同組合の信用事業を統括する府域農協系金融機関であり、大阪府内の農業協同組合を会員とする。

## 概要
通称は「JAバンク大阪信連」。統一金融機関コードは3027。

## 沿革
- 1948年 - 8月27日 設立
- 1950年 - 農業協同組合財務処理基準令 公布
- 1954年 - 農林漁業金融公庫（現：株式会社日本政策金融公庫）業務受託開始
- 1963年 - 住宅金融公庫（現：独立行政法人住宅金融支援機構）業務の受託開始
- 1973年 - 事務センター発足
- 1985年 - 新事務センター竣工
- 1994年 - 第3次オンラインシステム稼働
- 2002年 - JAネットバンクの取扱い開始。JASTEMシステムへの移行
- 2010年 - 大阪府農林会館からJA大阪センタービルに移転
- 2015年 - JAバンクでんさいサービスの取扱い開始
- 2021年 - 信託業務の取扱い開始

## 店舗所在地

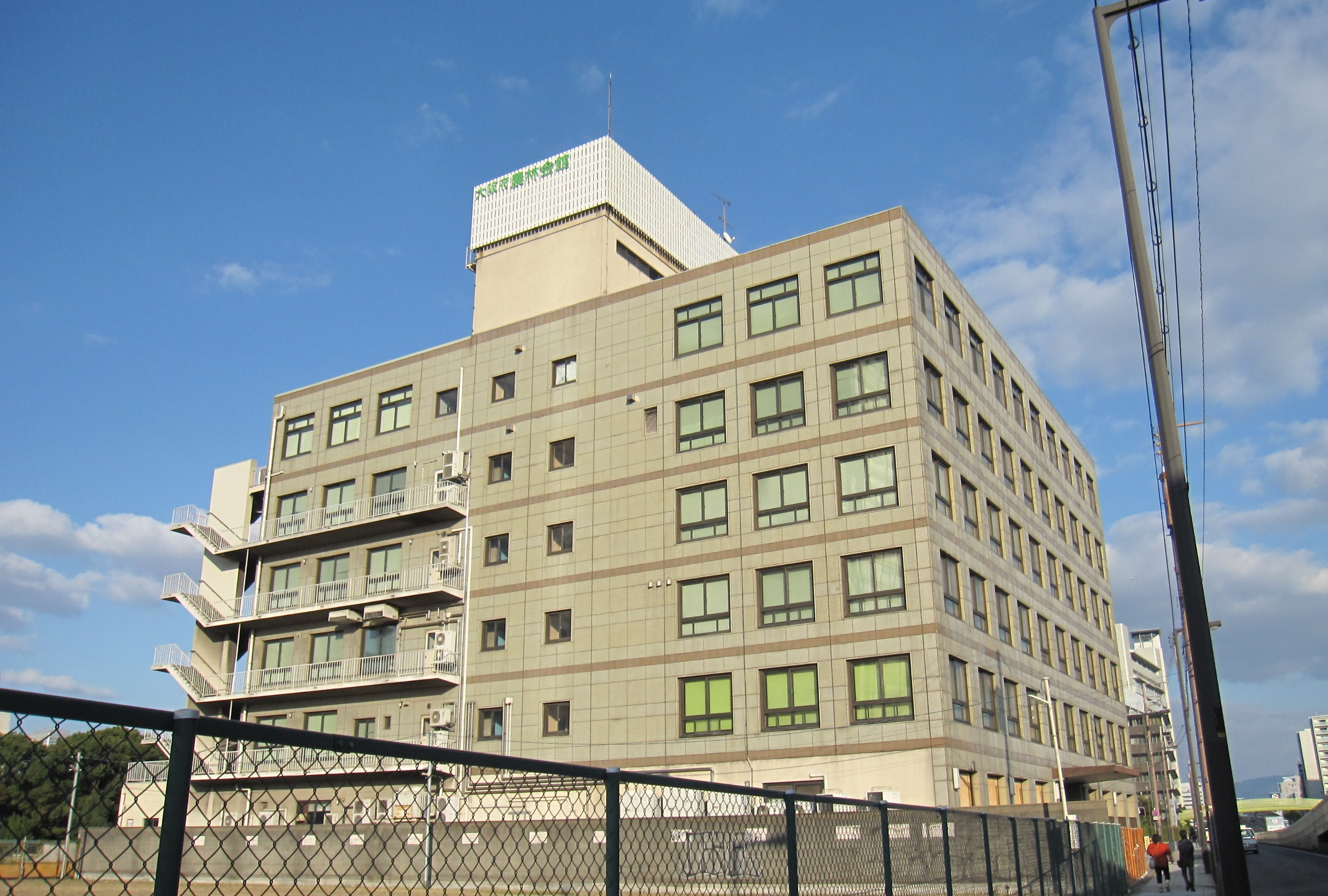
かつて本所が入居していた大阪府農林会館

- 本所（001）：大阪市中央区高麗橋3丁目3番7号

## 関連団体
- 大阪府内14JA
- 農林中央金庫
- 株式会社 大阪府農協電算センター